# 贵阳鹿冲关天主堂修道院旧址
鹿冲关天主堂修道院旧址是一处贵州省文物保护单位，位于中国贵州省贵阳市云岩区黔灵镇茶店村鹿冲关路86号，隐藏在贵州省植物院内深处。
1854年（咸丰四年），署理贵州教务的教区长法籍童文献神父在六冲关以600两白银的价格，购得大片荒地，兴建圣保禄中修院。1856年竣工。修院内建有圣母升天堂。修院的首任院长胡缚理神父于1860年任命为贵州代牧区主教。
1873年李万美主教又在后山坡另建吾乐缘圣母堂，次年9月18日祝圣。
1953年，中修院并入狮子坝小修院，三年后停办，原址则由政府改办贵州省精神病院，1980年代改属贵州省植物院，1989年交还教会。修道院现存圣母升天堂、教室、宿舍及花园，惟房屋年久失修，多已成危房。圣母升天堂设有花窗玻璃。另后山的吾乐缘圣母堂已在文革中毁损，仅存遗址，包括一面砖墙，高9.87米，下部石基，以及残存三扇雕刻精致的窗户。
修道院旧址在第三次文物普查中发现，2015年9月列为第七批贵阳市文物保护单位，2018年7月31日，鹿冲关天主堂修道院旧址公布为贵州省文物保护单位。